# Роджерс, Аннетт
Аннетт Джоан Роджерс (англ. Annette Joan  Rogers, в замужестве Келли, англ. Kelly; 22 октября 1913, Чикаго, Иллинойс — 8 ноября 2006, Дес-Плейнс, Иллинойс) — американская легкоатлетка, двукратная олимпийская чемпионка в эстафете 4×100 метров в составе сборной США.

## Биография
Аннетт родилась в 1913 году в Чикаго в семье иммигрантов из Ирландии Джона и Мэри Роджерсов. Она занималась прыжками в высоту и бегом на короткие дистанции. На летних Олимпийских играх 1932 года в Лос-Анджелесе Роджерс победила в эстафете 4×100 метров в составе сборной США и заняла шестое место в прыжке в высоту.
На летних Олимпийских играх 1936 года в Берлине сборная США вновь победила в эстафете 4×100 метров. Роджерс была единственной участницей сборной в эстафете, выступавшей в обеих играх. Она также заняла пятое место в беге на 100 м.
Роджерс побеждала на соревнованиях Любительского спортивного союза на дистанциях в беге на дистанции 100 ярдов (1933), в эстафете (1931—1933) и в прыжках в высоту (1933, 1936). Установила один мировой рекорд.
Роджерс окончила Северо-Западный университет в 1937 году. В 1948 году вышла замуж за Роджера Келли, в браке родились двое сыновей и дочь. После завершения спортивной карьеры Аннетт Келли преподавала физкультуру в Чикаго, была председателем отдела женской лёгкой атлетики в отделении Любительского спортивного союза. В 1996 году Келли посетила летние Олимпийские игры. Она скончалась в 2006 году в Дес-Плейнсе на 94-м году жизни.